# Хвошня (приток Вязьмы)
Хвошня — река в Тверской области России, протекает по территории Калининского района. Устье реки находится в 11 км по правому берегу реки Вязьмы. Длина реки составляет 20 км, площадь водосборного бассейна — 140 км².

## Данные водного реестра
По данным государственного водного реестра России относится к Верхневолжскому бассейновому округу, водохозяйственный участок реки — Волга от города Тверь до Иваньковского гидроузла (Иваньковское водохранилище), речной подбассейн реки — бассейны притоков (Верхней) Волги до Рыбинского водохранилища. Речной бассейн реки — (Верхняя) Волга до Куйбышевского водохранилища (без бассейна Оки).
По данным геоинформационной системы водохозяйственного районирования территории РФ, подготовленной Федеральным агентством водных ресурсов:
- Код водного объекта в государственном водном реестре — 08010100712110000002572
- Код по гидрологической изученности (ГИ) — 110000257
- Код бассейна — 08.01.01.007
- Номер тома по ГИ — 10
- Выпуск по ГИ — 0